# Degaña
Degaña is een gemeente in de Spaanse provincie en regio Asturië met een oppervlakte van 87,16 km². Degaña telt 1.039 inwoners (1 januari 2016).

## Demografische ontwikkeling
Bron: INE, 1857-2011: volkstellingen
Opm.: Tot 1877 behoorde Degaña tot de gemeente Ibias